# Pecos Bill
Pecos Bill è un personaggio immaginario protagonista di opere letterarie, fumetti e film di genere western ambientati durante l'espansione territoriale verso occidente; si ritiene che le storie vennero inventate da Edward O'Reilly nei primi anni del XX secolo nonostante questi affermasse di averle tratte dalla tradizione orale americana e sono quindi considerate un esempio del cosiddetto fakelore (da "fake", falso, + folklore), ovvero storie che vengono presentate in modo da essere avvolte da un'aura pseudo-folcloristica che le fa apparire come tradizionali. "Pecos Bill" fu anche il soprannome del generale William Shafter durante la guerra di secessione americana, quindi precedente all'opera di O'Reilly; Shafter era considerato un eroe in Texas e gli venne dedicato qualche componimento poetico ispirato alla sua figura. Il personaggio ha avuto alcune trasposizioni cinematografiche e a fumetti che, soprattutto in Italia, hanno goduto di un duraturo successo.

## Caratterizzazione del personaggio
Secondo la leggenda, Pecos Bill nacque in Texas nel 1830 (o nel 1845 in altre versioni, l'anno di istituzione dello stato del Texas). La sua famiglia decise di trasferirsi perché la città era "troppo affollata". Pecos Bill da bambino, mentre era in viaggio su un carro coperto, cadde senza che nessuno se ne accorgesse nelle vicinanze del fiume Pecos e venne accolto e cresciuto da un branco di coyote. Anni dopo fu ritrovato da suo fratello, che riuscì a convincerlo che non era un coyote.
Una volta cresciuto divenne un cowboy. Era in grado di usare un serpente a sonagli, Shake, come un lazo e un altro serpente come una piccola frusta; il suo cavallo, Widow-Maker (anche chiamato Lightning), era così chiamato perché nessun altro uomo poteva provare a cavalcarlo senza morire. Si narra che la dinamite fosse il suo cibo preferito ma anche che a volte cavalcava un puma invece di un cavallo. Fra le sue imprese si narra che riuscì una volta a prendere al lazo un tornado e che lottò contro il Bear Lake Monster per diversi giorni fino a quando non lo ebbe finalmente sconfitto. Aveva una fidanzata chiamata Slue-Foot Sue, la quale cavalcò un gigantesco pesce gatto lungo il Rio Grande e che lui incontrò andando a pesca.
Dopo un corteggiamento in cui, tra le altre cose, Pecos Bill sparò a tutte le stelle del cielo tranne una che diventerà la Lone Star, simbolo del Texas. Lei cavalcò Widow-Maker prima, durante o dopo il matrimonio (a seconda delle variazioni nella storia). Il cavallo, geloso di non avere più l'attenzione di Bill, disarcionò Sue facendola cadere e cominciando a rimbalzare sempre più in alto. Pecos tenta di riprenderla col lazo ma fallisce, perché Widow-Maker non la vuole più sulle sue spalle e alla fine sbatte la testa sulla luna.
Dopo essere rimbalzato per giorni, Pecos Bill si rende conto che alla fine morirà di fame, quindi riesce a riprenderla usando Shake, il serpente a sonagli, come lazo e la riporta indietro. Il cavallo si rende conto che ciò che le ha fatto è sbagliato e si scusa. In altre due versioni del racconto tuttavia la storia non finisce bene, nella prima Pecos Bill riesce a salvare Sue ma lei rimane talmente traumatizzata dall'esperienza che non vuole più avere a che fare con Pecos Bill, nella seconda invece Pecos Bill per mettere fine alle sue sofferenze le spara un colpo mentre ancor rimbalzava, si sposa più volte in futuro ma non trova mai una compagna che amasse tanto quanto ha amato Sue.

## Storia editoriale

### Narrativa
Le prime storie furono pubblicate nel 1917 da Edward O'Reilly per The Century Magazine e raccolte e ristampate nel 1923 nel libro Saga of Pecos Bill (1923). O'Reilly raccontò che facevano parte della tradizione orale di storie raccontate dai cowboy durante l'espansione a ovest e negli insediamenti del sud-ovest, fra Texas, New Mexico e Arizona. Tuttavia il folklorista americano Richard  Dorson poi scoprì che erano opera di O'Reilly che poi le aveva spacciate per storie folkloristiche che in seguito altri scrittori presero in prestito da lui e aggiungendone di nuove di loro invenzione al ciclo. Si ritiene che il personaggio e le sue storie siano frutto della fantasia di O'Reilly. Una delle versioni più note delle storie di Pecos Bill è di James Bowman Cloyd: "Pecos Bill: The Greatest of All Time Cowboy" (1937) che ha vinto il Newbery Honor nel 1938, ed è stato ripubblicato nel 2007.

### Fumetti
Ne venne realizzata anche una versione a fumetti per mano di Edward "Tex" O'Reilly e del disegnatore Jack A. Warren, anche conosciuto come Alonzo Vincent Warren, tra il 1929 e il 1938. Quando O'Reilly morì nel 1938, Warren iniziò una striscia a fumetti intitolata Pecos Pete, una versione del personaggio "Pecos Bill", vittima di una amnesia; originariamente furono pubblicate su The Sun e furono successivamente distribuite sui quotidiani. Ha anche una moglie, chiamata Slue-Foot Sue.
Nel 1948 l'editore Patches Publications lanciò il fumetto The Westerner Comics, avendo come protagonista, Wild Bill Pecos, la rivista fu pubblicata fino al 1951.
In Italia Guido Martina venne incaricato dall'editore Mondadori della realizzazione di una nuova serie a fumetti ispirato al personaggio, da pubblicare nella collana Albi d'Oro; la serie esordì nel 1949 e, nata come riempitivo, ottenne un grande successo grazie anche ai disegni realizzati da autori come Raffaele Paparella, Antonio Canale, Pier Lorenzo De Vita, Rinaldo D'Ami, Francesco Gamba, Gino d'Antonio e Dino Battaglia. Dopo la conclusione nel 1955 la serie venne più volte riproposta da altri editori in altre collane realizzate da diversi autori: nel 1956 la casa editrice Alpe realizza una nuova serie, Le nuove avventure di Pecos Bill, con una differente interpretazione del personaggio ideata da Cesare Solini e disegnata da Pietro Gamba.
Nel 1960 la Mondadori riprese il personaggio riproponendone nella collana Gli albi di Pecos Bill la ristampa delle storie già presentate nella collana degli Albi d'Oro per poi cederla nel 1962 all'editore Fasani che la continua pubblicando per oltre trecento numeri storie di nuova realizzazione fino al 1967; nel 1978 l'editore Bianconi fa esordire una nuova versione del personaggio realizzata da Armando Bonato. In Italia le ristampe delle storie sono state riproposte varie volte da vari editori nel corso degli anni.

## Altri media

### Cinema
- Lo scrigno delle sette perle (Melody Time), 1948, prodotto dalla Walt Disney.
- Pecos Bill - Una leggenda per amico (Tall Tale), 1995.